# Franciszek Markiel
Franciszek Karol Markiel (ur. 5 maja 1895 w Krasiczynie, zm. 16 stycznia 1920 w Lublinie) – podporucznik żandarmerii Wojska Polskiego, kawaler Orderu Virtuti Militari.

## Życiorys
Franciszek Karol Markiel urodził się 5 maja 1895 roku w Krasiczynie. Był uczniem seminarium nauczycielskiego.
W czasie I wojny światowej walczył w Legionach Polskich. Służył w 3 pułku piechoty .
21 grudnia 1918 roku został przydzielony do Żandarmerii przy Dowództwie Okręgu Generalnego Lublin. 1 lipca 1919 roku, po przeprowadzonej reorganizacji, objął dowództwo Plutonu Żandarmerii Lublin I. 27 listopada 1919 roku został przesunięty na stanowisko adiutanta Dywizjonu Żandarmerii Wojskowej Nr 2 w Lublinie.
Zmarł 16 stycznia 1920 roku w Lublinie w następstwie choroby. Pochowany na cmentarzu przy ul. Lipowej w Lublinie.
21 grudnia 1920 roku został zatwierdzony pośmiertnie z dniem 1 kwietnia 1920 roku w stopniu rotmistrza, w żandarmerii, w grupie oficerów byłych Legionów Polskich.

## Ordery i odznaczenia
- Krzyż Srebrny Orderu Wojskowego Virtuti Militari nr 7412 – pośmiertnie, 17 maja 1922[8][9][10][11]
- Krzyż Niepodległości – pośmiertnie, 25 lipca 1933 „za pracę w dziele odzyskania niepodległości”[12]